# Maravilha (Alagoas)
Maravilha é um município do estado de Alagoas, no Brasil.

## História
Uma fazenda para exploração da pecuária foi instalada por Domingos Gomes na sua sesmaria, em meados do século XVIII. Essa sesmaria abrangia terras que se estendiam da atual cidade de Dois Riachos até cinco léguas além do local hoje ocupado pela sede municipal de Maravilha. Tempos depois, alguns membros da família Limeira instalaram-se na região, contribuindo para o seu povoamento e desenvolvimento. Em seguida, chegaram Manoel Damião de Carvalho, sua mãe e seu irmão mais novo, Cosme, filho de lusitanos que habitavam o Maranhão. Manoel Damião foi um dos grandes incentivadores do progresso do lugar.
No final do século XIX, houve uma epidemia de cólera na região, e foi aberta uma grande cova para enterrar os mortos. A cidade passou a ser conhecida, então, como "Cova dos Defuntos". Anos mais tarde, porém, um padre, ao passar pela cidade, observou que era muito bonita e agradável, uma "maravilha". Desde então, o nome da cidade passou a ser Maravilha.
Sob a liderança de Apolônio Vieira de Carvalho, o povoado atravessou uma fase áurea. Um intenso comércio de peles, a realização de movimentada feira e um descaroçador de algodão incrementaram sua economia de forma decisiva. Nessa fase, foi criado um teatro, dirigido pela professora Eleonora Vieira de Carvalho, que incentivou enormemente as áreas da educação e da cultura. Foram encenadas peças com sucesso, para o que contribuiu, também, Atanagildo Brandão.
Em vista do seu crescimento, Maravilha foi elevada à condição de município autônomo pela Lei n° 2 102, de 17 de julho de 1958. Desmembrando de Santana do Ipanema, foi instalado oficialmente em 2 de janeiro de 1959. O primeiro prefeito, nomeado para o período de 1959-1960, foi Fernando Rodrigues de Alcântara. O primeiro prefeito eleito pelo povo foi Elesbão Barbosa de Carvalho, que governou de 1960 a 1965. Na luta pela emancipação, destacaram-se as atuações de Apolônio Vieira de Carvalho, José Vieira de Carvalho, Manoel Alcântara, Fernando Alcântara, Alípio Vieira de Carvalho e Elesbão Barbosa de Carvalho.
Sob o aspecto religioso, a primeira capela foi construída, juntamente com um cruzeiro,dedicada a São Sebastião por Francisco Primo. A atual Igreja Matriz Sagrada Família foi edificada em 1920, sob liderança dos irmãos Apolônio e Herculino vieira de carvalho junto a comunidade local, substituindo a pequena capela original. A Paróquia da Sagrada Família foi criada em 21 de fevereiro de 1991 e tem hoje, como pároco, o padre Edmo Ricardo Silva v.ferreira. A Freguesia pertence à Jurisdição Eclesiástica da Diocese de Palmeira dos Índios.
Religioes censo IBGE 2010
Católicos
Católica Apostólica Romana
86.09%
Evangélicos
Evangélicas de Missão
1.10%
Evangélicas de origem pentecostal
5.91%
Sem religião
6.17%
FONTE:CENSO IBGE 2010

## Cultura
Em 2007, foi inaugurado, na praça principal da cidade, o Museu Paleontológico Otaviano Florentino Ritir, único museu brasileiro voltado exclusivamente à paleontologia. Ele reúne fósseis de mamíferos pré-históricos que foram encontrados na região, como de preguiças-gigantes e tigres-dente-de-sabre.